# Alverdiscott
Alverdiscott är en by och en civil parish i Torridge i Devon i England. Orten har 286 invånare (2011). Byn nämndes i Domedagsboken (Domesday Book) år 1086, och kallades då Alveredescote/Alveredescota.